# Philippe Gache
Philippe Gache, né le 31 mai 1962 à Avignon, est un pilote automobile français qui a participé à diverses compétitions telles que la Formule 3 et la Formule 3000, le grand tourisme, l’endurance ou encore le rallye-raid.
Il a fondé en 1997 l'équipe SMG (Speedy-Mobil-Gache) destinée à lui permettre d'assouvir sa passion de la course automobile. Cette structure a engagé en 2000 et 2001 des Courage C60 aux 24 Heures du Mans et des Porsche 911 GT3 en Porsche Carrera Cup France avant de s'orienter vers la conception de buggys pour le tout-terrain.

## Biographie
Philippe Gache débute en compétition automobile en 1983, il obtient le titre de Champion de France de Formule Ford en 1985 après deux saisons de compétition. Il enchaîne ensuite trois saisons en Formule 3 puis trois en Formule 3000 devant l'absence de résultats, il revient dans les compétitions nationales en 1992 avec le Championnat de France de Supertourisme mais participe cette même année aux 500 miles d'Indianapolis 1992.
En parallèle, il participe aux 24 Heures du Mans à partir de 1987 mais ne termine qu'une seule fois la course lors de ses dix tentatives. C'est en 1996 avec une Chrysler Viper GTS-R du Team Oreca qu'il côtoie durant deux saisons en 1996 et 1997. Il remporte en 1997 quatre victoires dans la catégorie GT2 de FIA GT.
En 1997, Philippe Gache crée sa propre structure SMG qu'il engage en 1998 et 1999 en International Sports Racing Series avant de retrouver la France avec la Porsche Carrera Cup en 2000 et 2001. En 2002, SMG engage à la fois des silhouettes en championnat de France de Supertourisme et des Porsche 911 GT3 en Porsche Carrera Cup où l'écurie obtient une nouvelle fois le titre avec Sébastien Dumez.
L'orientation tout-terrain est alors donnée les Buggys SMG sont engagés à partir de 2005 dans le Rallye Dakar. Philippe Gache termine 12e en 2006.
Ami de Jean Alesi, avignonnais comme lui, ils sont respectivement témoins de leurs mariages.

## Palmarès
- Formule Ford
  - Champion de France en 1985

- Porsche Carrera Cup France
  - Champion en 2001

- 24 Heures de Chamonix
  - Vainqueur en 1997, avec Yvan Muller sur BMW Z3
  - Vainqueur en 2002 du Master de Chamonix, avec le monégasque Jean-Pierre Richelmi sur Toyota Yaris

- Trophée Andros
  - Triple vainqueur de la catégorie 2L., en 1996, 1997 et 1998 (3e au général en 1999)[3]

- Ice Race Series International (I.R.S.I.)
  - Vainqueur en 2001, avec Jean-Pierre Richelmi sur Toyota Celica[4] (2 victoires sur 4 épreuves: Challenge sur glace Michelin Canada-Québec Sherbrooke (2e manche du championnat), et Kuoplo (3e manche du championnat))

- 24 Heures du Mans
  - Dix participations
  - Meilleur résultat et seule course terminée en 1996 avec une 21e place
  - Pilote de la Vaillante présente pour le tournage du film Michel Vaillant en 2002

- Paris Dakar
  - Quatre participations comme pilote, sept participations pour les Buggys SMG
  - Meilleur résultat en 2006 avec une 12e place

- Rallye historique hivernal du Cap Corse
  - Vainqueur en février 2009 et 2010 des 3e et 4e éditions de ce rallye, avec Nicolas Rivière à ses côtés, organisées par l'ASA Terre de Corse, au volant de la célèbre Talbot-Lotus de Guy Fréquelin et de Jean Todt en son temps championne du monde des constructeurs, au championnat du monde des rallyes 1981.

## Résultats aux 24 Heures du Mans
| Année | Voiture               | Équipe                                                  | Équipiers                            | Résultat   |
| ----- | --------------------- | ------------------------------------------------------- | ------------------------------------ | ---------- |
| 1987  | WM P87                | WM Secateva                                             | Roger Dorchy / Dominique Delestre    | Abandon    |
| 1989  | WM P489               | WM Secateva                                             | Pascal Pessiot / Jean-Daniel Raulet  | Abandon    |
| 1994  | Dodge Viper RT/10     | Rent-A-Car Racing Team / Luigi Racing                   | François Migault / Denis Morin       | Non classé |
| 1996  | Chrysler Viper GTS-R  | Viper Team Oreca                                        | Éric Hélary / Olivier Beretta        | 21e        |
| 1997  | Chrysler Viper GTS-R  | Viper Team Oreca                                        | Olivier Beretta / Dominique Dupuy    | Abandon    |
| 1998  | Riley & Scott MkIII   | Solution F                                              | Wayne Gardner / Didier de Radiguès   | Abandon    |
| 1999  | Riley & Scott MkIII/2 | Riley & Scott Europe / Solution F                       | Gary Formato (de) / Olivier Thévenin | Abandon    |
| 2000  | Courage C60           | SMG Compétition                                         | Gary Formato (de) / Didier Cottaz    | Abandon    |
| 2001  | Courage C60           | SMG Compétition                                         | Jérôme Policand / Anthony Beltoise   | Abandon    |
| 2002  | Lola B98/10           | DAMS / Bob Berridge Racing (Vaillante - voiture caméra) | Emmanuel Clérico / Michel Neugarten  | Non classé |